# Eric Wilfred Langlands
Eric Wilfred Langlands, britanski general, * 1897, † 1995.